# Битва на річці Лех (1632)
Битва на річці Лех 15 квітня 1632 року — одна з головних битв Тридцятирічної війни між протестантськими військами шведського короля Густава ІІ Адольфа і армією Католицької Ліги, на чолі з графом Тіллі та друга велика битва між шведським королем та католицьким маршалом. Завершилась поразкою католицької армії.

## Прелюдія та підготовка

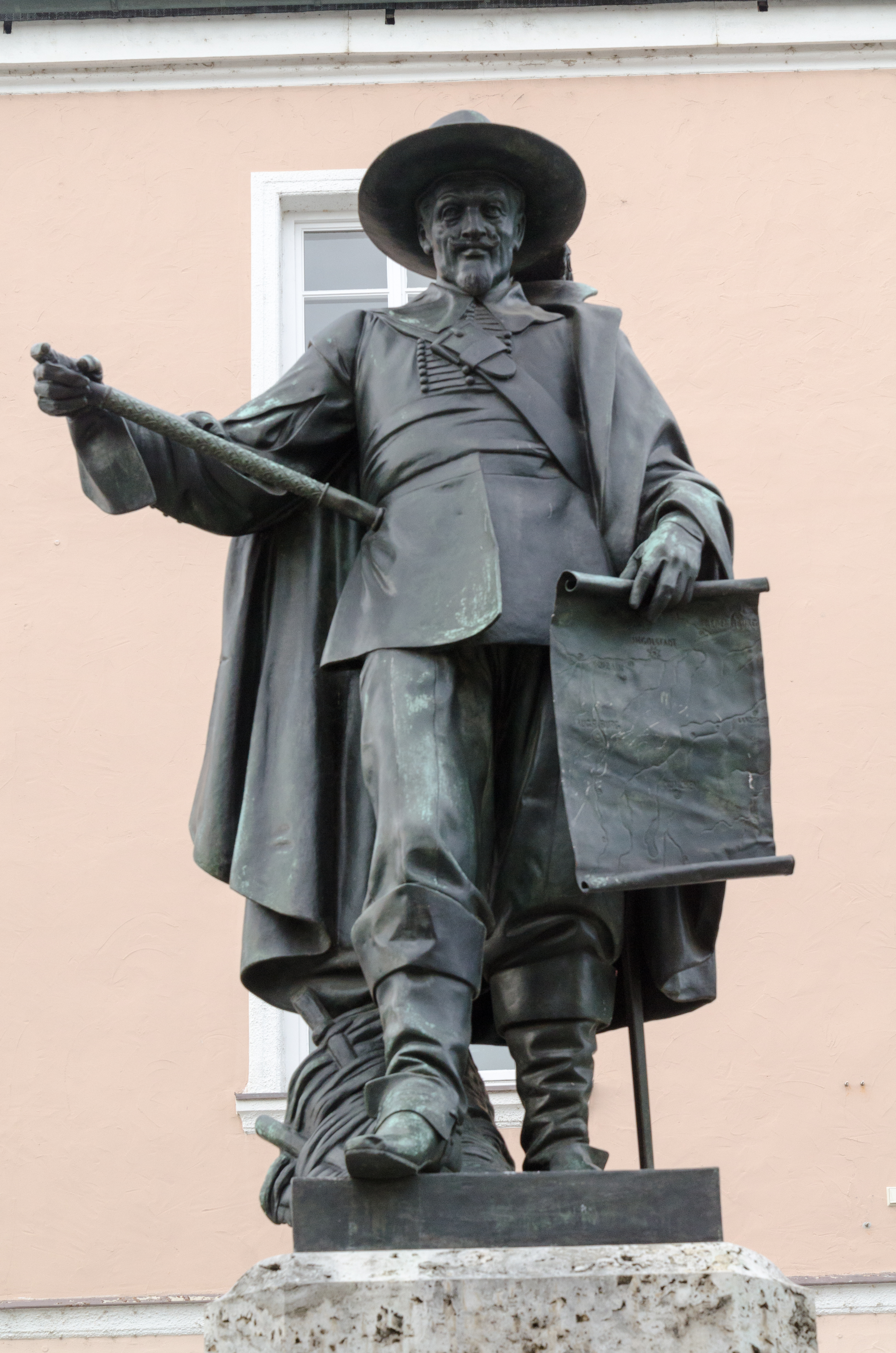
Монумент графу Тіллі у місті Райн.

Після перемог у північній та центральній Німеччині шведи наближались до Баварії з заходу. 13 квітня марш привів шведську армію до містечка Райн на річці Лех. На той час католицька армія вже стояла табором на правому східному березі ріки неподалік Райна. У той же день шведи встановили на лівому вищому березі 4 батареї по 18 гармат кожна та розпочали методичний обстріл табору католиків. У ніч на 15 квітня солдати Густава Адольфа побудувати міст з човнів з метою переправитися на східний берег ріки, зайнятий супротивником. За планом Густава Адольфа частина шведської піхоти за підтримки важкої артилерії повинна була провести вспоміжну фронтальну атаку на укріплений табір Католицької Ліги. Після цього треба було закріпитися на острові посеред ріки або на півострові напроти ворожого берега, вирити там шанці та утримувати їх під контратаками імперців. Водночас крупний загін шведської кавалерії мав перейти ріку у 10 кілометрах південніше лівого (південного) флангу супротивника та атакувати його. Кінцевою метою було стиснути та знищити армію Тіллі між шведськими шанцями на березі Леху та кіннотою.

## Перебіг битви
Рано вранці 15 квітня Густав Адольф направив на протилежний берег загін легкої фінської кавалерії (гакапеліта, фін. hakkapeliitat) силою у 300 осіб (Фінляндія на той час була у складі Шведського королівства). Під ворожим вогнем фінам вдалося закріпится на іншому березі та побудувати земляні укріплення, які згодом обороняли більш чисельні загони шведської армії. Після переправи своїх основних сил на ворожий берег армія Густава Адольфа атакувала табір війська графа Тіллі, який ще на початку битви, під час атак на шведські шанці, отримав смертельне поранення гарматним ядром у ногу. До цього удару залучилася шведська кавалерія, котра вдало здійснила обхід лівого флангу католицьких військ. Заступники Тіллі ввечері наказали своїм військам розпочати відступ, покинувши обоз та артилерію.

## Наслідки
Війська Католицької Ліги втратили одного із своїх полководців, графа Тіллі, який помер від ран 30 квітня у Інгольштадті. Упродовж наступних 4 - 6 тижнів шведи під час переслідування відступаючого супротивника захопили Баварію та її столицю Мюнхен.
З тактичної точки зору Густав Адольф вдало організував взаємодію артилерії, саперів, що будували міст, та піхоти для захоплення плацдарму на протилежному березі Леха. Шведська артилерія надала дуже ефективну вогневу підтримку.